# Roland de la Poype

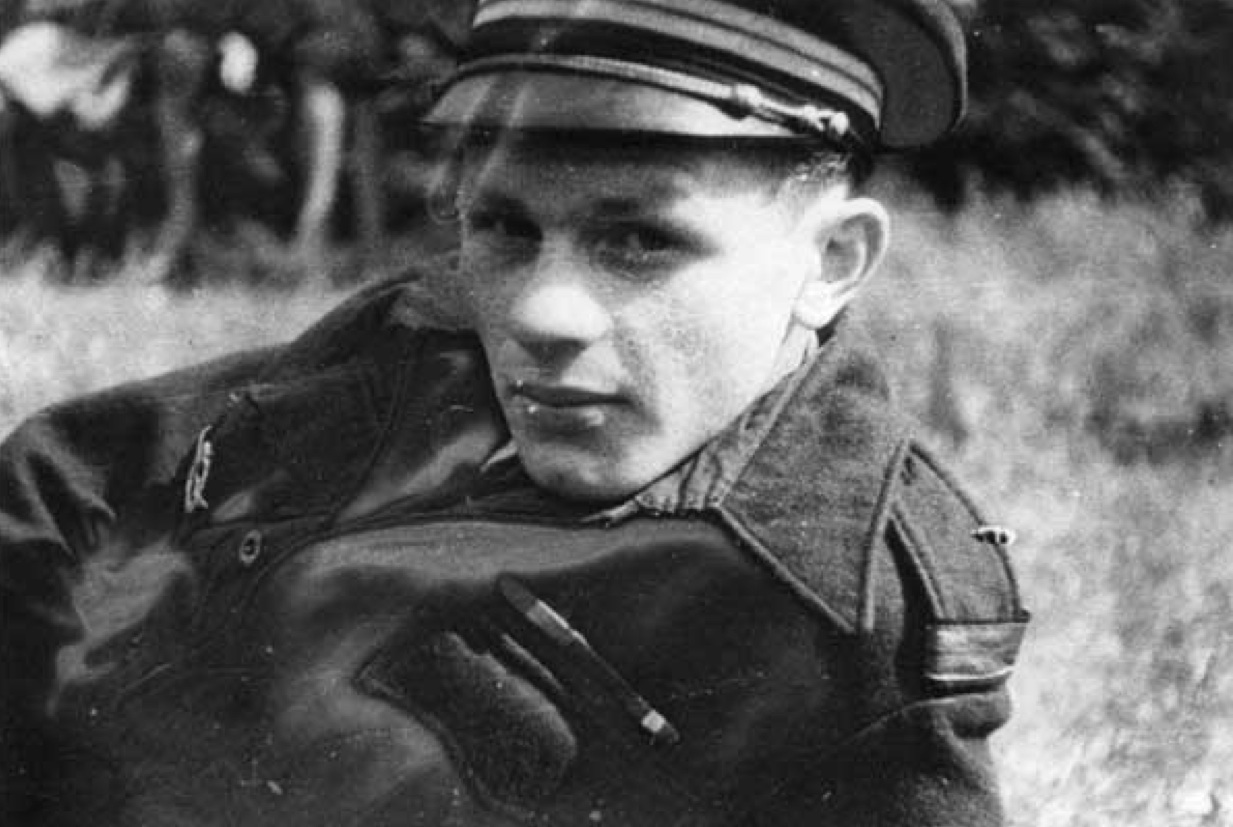
Roland de La Poype (1920-2012)

Roland de la Poype, född 28 juli 1920 i Les Pradeaux, Puy-de-Dôme, död 23 oktober 2012 i Saint-Tropez, var en fransk stridspilot under andra världskriget och senare grundare och ägare till delfinariet Marineland i Antibes i södra Frankrike.
Roland de la Poype var också initiativtagare till ett 400 000 kvadratmeter stort naturskyddsområde i Medelhavet.